# Aenasius comperei
Aenasius comperei är en stekelart som först beskrevs av Kerrich 1967.  Aenasius comperei ingår i släktet Aenasius och familjen sköldlussteklar. Inga underarter finns listade i Catalogue of Life.